# Julien Bigras
Pour les articles homonymes, voir Bigras.
Julien Bigras (18 février 1932 à Laval dans la province de Québec au Canada - 13 juin 1989 à Montréal dans la province de Québec au Canada à l'âge de 57 ans) était un psychiatre, un psychanalyste et un écrivain québécois.

## Biographie
Bigras obtient son diplôme en médecine (1958) et sa certification en psychiatrie (1963) de l’Université de Montréal. 
De 1964 à 1971, il est professeur au département de psychiatrie de l’Université de Montréal. Étant directeur de la recherche et de l’enseignement au département de psychiatrie infantile de l'Institut Albert-Prévost, il est aussi attaché à ces fonctions dans différents hôpitaux. En 1982, il est professeur invité en psychiatrie à l’Université McGill et consultant à l'Hôpital Royal Victoria. 
En 1971, il commence sa formation psychanalytique en tant que membre didacticien à l’Institut canadien de psychanalyse. C'est à ce moment que débute son écriture romanesque. Il est rédacteur en chef de la revue psychanalytique « Interprétation » jusqu’à l’arrêt de sa publication en 1972. Il en est le directeur lorsqu’elle reprend ses activités en 1978. 
Membre de l’Union des écrivains québécois, Julien Bigras a été directeur de la collection Lectures. Psychiatrie et psychanalyse sont omniprésentes dans ses romans.
En 1985, son fils cadet Guillaume meurt des suites d'une overdose. Sa mort le plonge dans une profonde dépression dont il ne se remettra jamais. Il meurt le 13 juin 1989, entouré de sa conjointe et ses deux fils.
Il a été marié plusieurs années avec Mireille Lafortune (avant de divorcer en 1967) et est devenu père de trois fils : Daniel (devenu chanteur et connu sous le nom de Dan Bigras), Jean-François et Guillaume (mort en 1985).
Le fonds d'archives Julien Bigras est conservé au centre d’archives de Montréal de Bibliothèque et Archives nationales du Québec.

## Œuvres littéraires
- 1971, « Les images de la mère »
- 1976, « Écueils »
- 1977, « L’enfant dans le grenier » (récit)
- 1979, « Le Psychanalyste nu »
- 1980, « Kati, of course » (récit)
- 1981, « Premier bal » (Julien Bigras et Jeanne Cordelier)
- 1983, « Ma vie, ma folie » (roman)
- 1986, « La folie en face »